# توغو بالاتسي
توغو بالاتسي (بالإنجليزية: Togo Palazzi)‏ (8 أغسطس 1932 - 12 أغسطس 2022)، هو لاعب كرة سلة أمريكي، وُلد في يونيون سيتي، بدأ مسيرته الاحترافية في سنة 1954. تم اختياره من قبل فريق بوسطن سيلتكس خلال الدرافت. يبلغ طوله 6 قدم 4 بوصة (1.9 م). اعتزل اللعب في 1962. أحرز خلال مسيرته في الإن بي إيه 2382 نقطة بمعدل 7.4 نقاط في المباراة الواحدة. لعب مع بوسطن سيلتكس وفيلادلفيا سفنتي سيكسرز.

## روابط خارجية
- توغو بالاتسي على موقع إن بي أي (الإنجليزية)
- توغو بالاتسي على موقع سبورتس رفرنس (الإنجليزية)
- توغو بالاتسي على موقع كلية كرة السلة في سبورتس رفرنس.كوم (الإنجليزية)
- توغو بالاتسي على موقع ريلجم (الإنجليزية)
- توغو بالاتسي على موقع بروبوليرز (الإنجليزية)
- توغو بالاتسي على موقع كلية كرة السلة في سبورتس رفرنس.كوم (الإنجليزية)